# 原田敏丸
原田敏丸（はらだ としまる、1925年1月8日 - 2021年3月16日）は、日本の経済史学者、専門は農村社会経済史。大阪大学経済学博士、同名誉教授。

## 概要
熊本県鹿本郡吉松村（現・熊本市北区）出身。民俗学者原田敏明の長男。九州大学法文学部経済科卒、同大学院中退、宮本又次に師事した。1951年大分大学経済学部講師、1953年滋賀大学に移り1954年助教授、1968年教授。1969年より大阪大学経済学部教授。1970年「近世山割制度の研究」で大阪大学経済学博士。1988年定年退官、名誉教授。同年より1996年まで帝塚山大学教授。2021年3月16日、96歳で死去。

## 栄典
2002年（平成14年）4月29日 - 勲二等瑞宝章

## 著書
- 『近世入会制度解体過程の研究 山割制度の発生とその変質』塙書房 1969
- 『近世村落の経済と社会』山川出版社 1983

### 共編著
- 『滋賀県の歴史』渡辺守順共著、山川出版社（県史シリーズ）1972
- 『歴史のなかの物価 前工業化社会の物価と経済発展 シンポジウム』宮本又郎共編著、同文館出版 1985

### 校訂
- 三善庸礼『御国家損益本論』宮本又次編著、清文堂出版（清文堂史料叢書）1973

## 論文
- ＜原田敏丸